# (200215) 1999 TX178
(200215) 1999 TX179 es un asteroide perteneciente al cinturón de asteroides descubierto por LINEAR el 10 de octubre de 1999 desde el Laboratorio Lincoln, Nuevo México (Estados Unidos).

## Designación y nombre
Designado provisionalmente como 1999 TX179.

## Características orbitales
1999 TX179 está situado a una distancia media de 2,721 ua, pudiendo alejarse un máximo de 3,043 ua y acercarse un máximo de 2,400 ua. Tiene una excentricidad de 0,118.

## Características físicas
La magnitud absoluta de 1999 TX179 es 15,9.